# بولانلي أوستن بيترز
بولانلي أوستن بيترز (بالإنجليزية: Bolanle Austen-Peters)‏ (مواليد 4 فبراير 1969)، هي مُخرجة ومُحامية نيجيرية.